# Hans-Joachim Kornadt
Hans-Joachim Kornadt (* 16. Juni 1927 in Stargard in Pommern; † 24. April 2023) war ein Psychologe und Professor für Pädagogische Psychologie und Erziehungswissenschaft. Sein Hauptforschungsgebiet war die Motivationsforschung mit Schwerpunkt auf der Entwicklung und Sozialisation sozialer Motive, insbesondere der Aggression.

## Ausbildung
Nach dem Abitur 1947 absolvierte Hans-Joachim Kornadt ein Studium der Rechtswissenschaft, Psychologie, und Physiologie in Marburg, das er 1952 als Diplom-Psychologe beendete. 1956 erfolgte seine Promotion zum Dr. phil. bei Heinrich Düker mit der Arbeit "Experimentelle Untersuchungen über qualitative Änderungen von Reproduktionsinhalten". Von 1957 bis 1961 war er als wissenschaftlicher Assistent am Psychologischen Institut der Universität Würzburg tätig. Ab 1961 war er Hochschuldozent für Psychologie an der Pädagogischen Hochschule Saarbrücken sowie Lehrbeauftragter an der Universität Würzburg und an der Universität des Saarlandes.

## Lehre und Forschung
1964 wurde Hans-Joachim Kornadt Professor für Psychologie an der Pädagogischen Hochschule Saarbrücken. 1968 wurde er – nach Ablehnung eines Rufes auf einen sozial-psychologischen Lehrstuhl an der Universität Bochum – Professor für Pädagogische Psychologie und Erziehungswissenschaft an der Universität des Saarlandes in Saarbrücken. Dort lehrte er bis zu seiner Emeritierung im Jahr 1995. In den 1980er Jahren war er vielmals zu Forschungsaufenthalten und als Gastprofessor in Japan und Indonesien. Von 1997 bis 2005 war er Senatsbeauftragter der Universität Erfurt für den Aufbau der Erziehungswissenschaftlichen Fakultät.

### Forschungen zur Motivation von Aggression
Im Rahmen eines Forschungsprojekts zur Entwicklung und Validierung eines Aggressions-Thematischen Auffassungstests wandte sich Kornadt früh der Aggressionsforschung zu. Daraus erwuchs im Laufe der Jahre eine über die TAT-Forschung empirisch begründete Motivationstheorie der Aggressivität und der Aggressionshemmung. Ausgehend von den Motivationstheorien McClellands und Heckhausens wird ein (überdauerndes) Aggressionsmotiv als komplexes System aus Ärger-Affekt, Frustrations-Attribuierungen, Werten und Zielen sowie aus spezifischen (Aggressions-)Hemmungen aufgebaut angenommen. Das individuelle Aggressionsmotiv basiert daher sowohl auf biologischen Komponenten (Ausmaß der individuellen Ärger-Affekt Neigung wird als genetisch bedingt angesehen) wie auf sozio-kulturellen Komponenten (Attribuierungen, Werte und Ziele, die auf Sozialisationserfahrungen zurückgeführt werden). Ein ausgearbeitetes Schema zur Entstehung verschiedener Arten von Aggression(smotivation) legte Kornadt 1982 in seinem zwei-bändigen Werk Aggressionsmotiv und Aggressionshemmung vor.

### Kulturvergleichende Forschung
Mitte der 1960er Jahre führte Kornadt im Auftrag des Bundesministeriums für wirtschaftliche Zusammenarbeit und der Universität des Saarlandes ein Forschungsprojekt zur Kulturangepasstheit des Schulsystems in Kenia und Uganda durch (Kornadt, 1968 & 1970). Die Ergebnisse dieser kulturvergleichenden Studie zeigten unter anderem die Verfehltheit einer einfachen Übertragung des europäischen Bildungssystems in diesen Ländern mit ihren von Europa völlig unterschiedlichen Lebensbedingungen und Lebensbedürfnissen. Angeregt von den Erfahrungen während der Studienaufenthalte in Afrika und durch die Ergebnisse dieser Untersuchungen sowie durch seine Mitgliedschaft im Beirat beim Bundes-Entwicklungsminister wandte sich Kornadt im Folgenden vermehrt auch kulturvergleichenden Fragestellungen zu. Eine wichtige Rolle spielte hierbei die oben beschriebene Motivationstheorie der Aggression. In einem großen kulturvergleichenden Projekt in Deutschland, der Schweiz, Indonesien und Japan untersuchte er in den 1980er Jahren die kulturelle Bedingtheit der Entwicklung von Aggressionsmotiv und Aggressionshemmung. Dabei zeigte sich, dass die frühe Mutter-Kind-Beziehung als wichtigster Prädiktor für die Aggressionsentwicklung gelten kann. Diese wiederum ist stark durch kulturelle Werte und Normen geprägt, was zum Beispiel in einer sehr symbiotisch geprägten Mutter-Kind-Beziehung in Japan im Vergleich zu einer mehr auf Anerkennung der Individualität des Kindes und damit die jeweilige Eigenständigkeit von Mutter und Kind betonenden Mutter-Kind Beziehung in westlichen Kulturen zum Ausdruck kommt. Einen zusammenfassenden Überblick über die Ergebnisse dieses Forschungsprojekts gibt Kornadt in dem im Jahr 2011 erschienenen Buch "Aggression: Die Rolle der Erziehung in Europa und Ostasien". Im Jahr 2007 erschienen in der Reihe der Enzyklopädie der Psychologie (Hogrefe-Verlag) drei umfangreiche Bände zur Kulturvergleichenden Psychologie, die Kornadt zusammen mit Gisela Trommsdorff herausgab.

## Mitgliedschaften
Hans-Joachim Kornadt war mehrere Jahre Mitglied im Wissenschaftsrat. Von 1977 bis 1997 war er Mitglied bzw. Vorsitzender des Kuratoriums der Kultusministerkonferenz für die Entwicklung von Hochschulzugangstests. Von 1982 bis 1984 war er Präsident der Deutschen Gesellschaft für Psychologie. Außerdem war er mehrere Jahrzehnte Mitglied bzw. Vorsitzender verschiedener wissenschaftlicher Beiräte in Ministerien und Forschungsinstituten, wie dem Max-Planck-Institut für Psychologische Forschung in München, dem Deutschen Institut für Internationale Pädagogische Forschung in Frankfurt am Main oder dem Deutschen Institut für Japanstudien in Tokio. Darüber hinaus war Kornadt unter anderem stellvertretender Vorsitzender der Landes-Hochschulstruktur-Kommission in Sachsen-Anhalt, Vorsitzender des Strukturbeirats und der Gründungskommission für das Psychologische Institut der Universität Halle und Senatsbeauftragter der Universität Erfurt für den Aufbau der erziehungswissenschaftlichen Fakultät und für die Neugestaltung der Lehrerbildung. Er war ferner langjähriges Mitglied des Stiftungsrates des Deutschen Instituts für Internationale Pädagogische Forschung (bis 2012), ebenso Beiratsvorsitzender des Bundeswettbewerbs Fremdsprachen und Mitglied des Kuratoriums von Bildung und Begabung (bis 2013).

## Deutsch-Japanische Gesellschaft für Sozialwissenschaften
1989 gründete Kornadt zusammen mit Gisela Trommsdorff in Tokio die Deutsch-Japanische Gesellschaft für Sozialwissenschaften, der zu etwa gleichen Teilen deutsche und japanische Sozialwissenschaftler angehören. Die Gesellschaft möchte insbesondere dazu beitragen, Kenntnisse über gegenwärtige kulturelle, soziale und psychologische Besonderheiten und Prozesse in Japan und Deutschland zu erweitern. Aus den 2-jährlich im Turnus in Deutschland und Japan stattfindenden Tagungen der Gesellschaft sind bisher sieben Tagungsbände mit vorwiegend psychologischen und soziologischen Beiträgen hervorgegangen.

## Ehrungen
- 1988 Deutsch-Japanischer Forschungspreis (A. v. Humboldt/JSPS)
- 1995 Saarländischer Verdienstorden[1]
- 1998 Ehrenmitgliedschaft der Deutschen Gesellschaft für Psychologie
- 2006 Bundesverdienstkreuz 1. Klasse
- 2009 Ehrendoktorwürde der Universität Erfurt

## Schriften
- Lehrziele, Schulleistung und Leistungsbeurteilung. Schwann, Düsseldorf 1975.
- als Hrsg.: Aggression und Frustration als psychologisches Problem. Band 1, Wissenschaftliche Buchgesellschaft, Darmstadt 1981.
- Aggressionsmotiv und Aggressionshemmung. Band 1: Empirische und theoretische Untersuchungen zu einer Motivationstheorie der Aggression und zur Konstruktvalidierung eines Aggressions-TAT; Band 2: Aggressions-TAT und andere aggressionsrelevante Verfahren. Huber, Bern 1982.
- als Hrsg.: Aggression und Frustration als psychologisches Problem. Band 2, Wissenschaftliche Buchgesellschaft, Darmstadt 1992.
- Aggression: Die Rolle der Erziehung in Europa und Ostasien. VS Verlag für Sozialwissenschaften, Wiesbaden 2011.
- Psychological functions of religion in youth - A historical and cultural perspective. In: G. Trommsdorff, X. Chen (Hrsg.): Values, religion, and culture in adolescent development. Cambridge University Press, New York, NY 2012, S. 46–65.
- mit L. H. Eckensberger und W. B. Emminghaus: Cross-cultural research on motivation and its contribution to a general theory of motivation. In: H. C. Triandis, W. J. Lonner (Hrsg.): Handbook of cross-cultural psychology. Vol. 3: Basic processes. Allyn and Bacon, Boston 1980, S. 223–321.
- mit E. Voigt: Situation und Entwicklungsprobleme des Schulsystems in Kenia. Teil 2: Empirischer Beitrag zur sozialpsychologischen Funktion der Schule. Klett, Stuttgart 1970.
- mit G. Trommsdorff (Hrsg.): Deutsch-japanische Begegnungen in den Sozialwissenschaften: Wiederbeginn wissenschaftlicher Kooperation in gesellschaftsbezogener Forschung. Universitätsverlag Konstanz, Konstanz 1993.
- mit B. Mayer (Hrsg.): Psychologie - Kultur - Gesellschaft. VS Verlag für Sozialwissenschaften, Wiesbaden 2010.
- mit G. Trommsdorff: Parent-child relations in cross-cultural perspective. In: L. Kuczynski (Hrsg.): Handbook of dynamics in parent-child relations. Sage Publications, Thousand Oaks, CA 2003, S. 271–306.
- mit G. Trommsdorff (Hrsg.): Enzyklopädie der Psychologie: Themenbereich C Theorie und Forschung. Serie VII: Kulturvergleichende Psychologie. Band 1: Theorien und Methoden in der kulturvergleichenden und kulturpsychologischen Forschung; Band 2: Erleben und Handeln im kulturellen Kontext; Band 3: Anwendungsfelder der kulturvergleichenden Psychologie. Hogrefe, Göttingen 2007.

Selbstdarstellung
- Kornadt. (Selbstdarstellung). In: H. E. Lück (Hrsg.): Psychologie in Selbstdarstellungen. Band IV, Pabst Science Verlag, Lengerich 2004, S. 193–213.